# Nelson Prudêncio
Pour les articles homonymes, voir Prudencio.
Nelson Prudêncio, né le 4 avril 1944 à Lins et mort le 23 novembre 2012 à São Carlos, est un athlète brésilien, spécialiste du triple saut. Vainqueur de deux médailles olympiques, l'argent en 1968 à Mexico et le bronze en 1972 à Munich, il a également remporté deux médailles d'argent lors des Jeux panaméricains, et détenu le record du monde de la discipline (17,23 m en octobre 1968).

## Biographie
Dans le coma depuis plusieurs jours, il meurt le 23 novembre 2012 d'un cancer du poumon qui lui avait été diagnostiqué qu'un mois auparavant.

### Palmarès
| Date | Compétition                    | Lieu              | Résultat | Performance |
| ---- | ------------------------------ | ----------------- | -------- | ----------- |
| 1965 | Championnats d'Amérique du Sud | Rio de Janeiro    | 1er      | 14,96 m     |
| 1967 | Jeux panaméricains             | Winnipeg          | 2e       | 16,45 m     |
| 1967 | Championnats d'Amérique du Sud | Buenos Aires      | 1er      | 16,30 m     |
| 1968 | Jeux olympiques                | Mexico            | 2e       | 17,27 m     |
| 1969 | Championnats d'Amérique du Sud | Quito             | 1er      | 16,34 m     |
| 1971 | Jeux panaméricains             | Cali              | 2e       | 16,82 m     |
| 1971 | Championnats d'Amérique du Sud | Lima              | 1er      | 15,58 m     |
| 1972 | Jeux olympiques                | Munich            | 3e       | 17,05 m     |
| 1974 | Championnats d'Amérique du Sud | Santiago du Chili | 2e       | 16,09 m     |
| 1975 | Championnats d'Amérique du Sud | Rio de Janeiro    | 2e       | 16, 45m     |